# 尖锁龙属

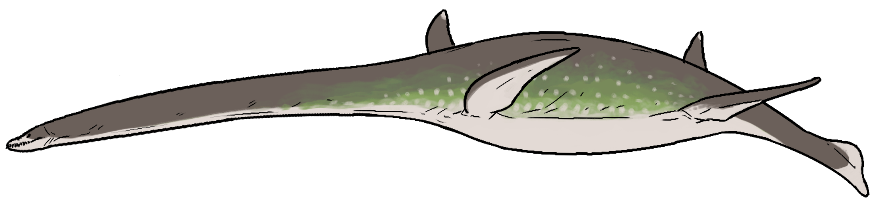
复原图

尖锁龙（属名：Picrocleidus）是蛇颈龙目已灭绝的一个属。其仅所知于模式种箭锁海鳗龙（Muraenosaurus beloclis Seeley 1892）的新组合箭锁尖锁龙（P. beloclis），来自英国中侏罗世（卡洛维阶）的牛津黏土组。